# Régression carolingienne
La régression carolingienne est une régression de la mer du Nord au VIIIe siècle, à l'époque carolingienne, à la suite de la transgression Dunkerque II du IIIe siècle au VIIIe siècle. 
Cette régression permet l'occupation humaine de la plaine littorale flamande, qui s'étend de Calais à l'embouchure de l'Escaut. 
Elle est suivie de la transgression marine Dunkerque III à partir des environs de l'an mil. 
Ce phénomène est dû à des mouvements verticaux de l'écorce terrestre supérieurs en amplitude aux variations du niveau de la mer, lequel ne cesse de monter depuis la dernière glaciation.